# Рајо (Илиноис)
Рајо (енгл. Rio) град је у америчкој савезној држави Илиноис.

## Демографија
По попису из 2010. године број становника је 220, што је 20 (-8,3%) становника мање него 2000. године.
| Група             | 2000.       | 2010.       |
| Белци             | 235 (97,9%) | 215 (97,7%) |
| Афроамериканци    | 0 (0,0%)    | 0 (0,0%)    |
| Азијати           | 0 (0,0%)    | 0 (0,0%)    |
| Хиспаноамериканци | 5 (2,1%)    | 4 (1,8%)    |
| Укупно            | 240         | 220         |